# Ла-Брокері
Ла-Брокері (англ. La Broquerie) — сільський муніципалітет в Канаді, у провінції Манітоба.

## Населення
За даними перепису 2016 року, сільський муніципалітет нараховував 6076 осіб, показавши зростання на 16,9%, порівняно з 2011-м роком. Середня густина населення становила 10,5 осіб/км².
З офіційних мов обидвома одночасно володіли 1 185 жителів, тільки англійською — 4 640, тільки французькою — 35, а 215 — жодною з них. Усього 2020 осіб вважали рідною мовою не одну з офіційних, з них 35 — українську.
Працездатне населення становило 72,1% усього населення, рівень безробіття — 5,1% (4,7% серед чоловіків та 5,7% серед жінок). 83,5% осіб були найманими працівниками, а 15,2% — самозайнятими.
Середній дохід на особу становив $36 996 (медіана $30 216), при цьому для чоловіків — $45 900, а для жінок $27 696 (медіани — $39 313 та $22 343 відповідно).
36,5% мешканців мали закінчену шкільну освіту, не мали закінченої шкільної освіти — 25,8%, 37,7% мали післяшкільну освіту, з яких 16,9% мали диплом бакалавра, або вищий, 10 осіб мали вчений ступінь.
| Статево-вікова структура населення | Статево-вікова структура населення | Статево-вікова структура населення | Статево-вікова структура населення | Статево-вікова структура населення |
| ---------------------------------- | ---------------------------------- | ---------------------------------- | ---------------------------------- | ---------------------------------- |
|                                    |                                    |                                    |                                    |                                    |
| Всього                             | Всього                             | 51,0%49,0%                         |                                    |                                    |
| 0 — 14 років                       | 0 — 14 років                       |                                    | 28,9%                              | 28,9%                              |
| 15 — 64 років                      | 15 — 64 років                      |                                    | 64,7%                              | 64,7%                              |
| 65 і більше                        | 65 і більше                        |                                    | 6,4%                               | 6,4%                               |
| 85 і більше                        | 85 і більше                        |                                    | 0,6%                               | 0,6%                               |
| Середній вік (років)               | Середній вік (років)               | 31,030,9                           | 31,0                               | 31,0                               |
| Медіана (років)                    | Медіана (років)                    | 28,1                               | 28,1                               | 28,1                               |
| — чоловіки — жінки                 |                                    |                                    |                                    |                                    |

| Походження мешканців:     | Походження мешканців:     | Походження мешканців: | Походження мешканців: | Походження мешканців: |
| ------------------------- | ------------------------- | --------------------- | --------------------- | --------------------- |
| Походження                |                           |                       | осіб                  | %                     |
| Корінні американці        | Корінні американці        |                       | 915                   | 15.06%                |
| Інше північноамериканське | Інше північноамериканське |                       | 1 765                 | 29.05%                |
| Європейське               | Європейське               |                       | 5 195                 | 85.51%                |
| британське                | британське                |                       | 1 150                 | 18.93%                |
| французьке                | французьке                |                       | 1 425                 | 23.46%                |
| українське                | українське                |                       | 610                   | 10.04%                |
| Латинськоамериканське     | Латинськоамериканське     |                       | 95                    | 1.56%                 |
| Азійське                  | Азійське                  |                       | 85                    | 1.4%                  |
| Океанійське               | Океанійське               |                       | 10                    | 0.16%                 |

| Зайнятість населення за галузями (за класифікацією NOC): | Зайнятість населення за галузями (за класифікацією NOC): | Зайнятість населення за галузями (за класифікацією NOC): | Зайнятість населення за галузями (за класифікацією NOC): | Зайнятість населення за галузями (за класифікацією NOC): |
| -------------------------------------------------------- | -------------------------------------------------------- | -------------------------------------------------------- | -------------------------------------------------------- | -------------------------------------------------------- |
|                                                          |                                                          |                                                          |                                                          |                                                          |
| Управління                                               | Управління                                               |                                                          | 12%                                                      | 12%                                                      |
| Бізнес, фінанси та адміністрування                       | Бізнес, фінанси та адміністрування                       |                                                          | 11,9%                                                    | 11,9%                                                    |
| Природничі та прикладні науки                            | Природничі та прикладні науки                            |                                                          | 2,4%                                                     | 2,4%                                                     |
| Охорона здоров'я                                         | Охорона здоров'я                                         |                                                          | 3,7%                                                     | 3,7%                                                     |
| Освіта, правозахист, муніципальні та урядові служби      | Освіта, правозахист, муніципальні та урядові служби      |                                                          | 8%                                                       | 8%                                                       |
| Мистецтво, культура, відпочинок та спорт                 | Мистецтво, культура, відпочинок та спорт                 |                                                          | 2,1%                                                     | 2,1%                                                     |
| Роздрібна торгівля та послуги                            | Роздрібна торгівля та послуги                            |                                                          | 18%                                                      | 18%                                                      |
| Гуртова торгівля, транспорт та обладнання                | Гуртова торгівля, транспорт та обладнання                |                                                          | 29,8%                                                    | 29,8%                                                    |
| Природні ресурси, сільське господарство                  | Природні ресурси, сільське господарство                  |                                                          | 6,2%                                                     | 6,2%                                                     |
| Виробництво                                              | Виробництво                                              |                                                          | 5,9%                                                     | 5,9%                                                     |

## Клімат
Середня річна температура становить 2,4°C, середня максимальна – 23,7°C, а середня мінімальна – -24,5°C. Середня річна кількість опадів – 603 мм.
| Клімат поселення                              | Клімат поселення | Клімат поселення | Клімат поселення | Клімат поселення | Клімат поселення | Клімат поселення | Клімат поселення | Клімат поселення | Клімат поселення | Клімат поселення | Клімат поселення | Клімат поселення | Клімат поселення |
| Показник                                      | Січ.             | Лют.             | Бер.             | Квіт.            | Трав.            | Черв.            | Лип.             | Серп.            | Вер.             | Жовт.            | Лист.            | Груд.            |                  |
| Середній максимум, °C                         | −11,88           | −7,46            | −0,14            | 9,68             | 17,77            | 22,94            | 23,68            | 22,46            | 17,20            | 10,23            | −0,1             | −9,54            |                  |
| Середня температура, °C                       | −18,18           | −13,75           | −6,42            | 3,40             | 11,47            | 16,64            | 18,97            | 17,76            | 12,50            | 5,50             | −4,8             | −14,28           |                  |
| Середній мінімум, °C                          | −24,46           | −20,04           | −12,73           | −2,92            | 5,17             | 10,35            | 14,26            | 13,05            | 7,80             | 0,80             | −9,5             | −18,98           |                  |
| Норма опадів, мм                              | 27               | 19               | 26               | 32               | 61               | 104              | 95               | 71               | 60               | 46               | 32               | 30               |                  |
| Середньомісячна швидкість вітру, м/с          | 3.90             | 3.82             | 4.02             | 4.20             | 4.30             | 3.80             | 3.40             | 3.59             | 4.00             | 4.26             | 4.20             | 3.92             |                  |
| Середньомісячна сонячна радіація, кДж/м²·день | 4285             | 7645             | 12384            | 17000            | 19846            | 20919            | 21476            | 18276            | 12680            | 7475             | 4183             | 3106             |                  |
| --------------------------------------------- | ---------------- | ---------------- | ---------------- | ---------------- | ---------------- | ---------------- | ---------------- | ---------------- | ---------------- | ---------------- | ---------------- | ---------------- | ---------------- |
| Джерело:                                      |                  |                  |                  |                  |                  |                  |                  |                  |                  |                  |                  |                  |                  |